# Зелёные яйца и ветчина
«Зелёные я́йца и ветчина́» (англ. Green Eggs and Ham) — детская книга американского детского писателя и мультипликатора доктора Сьюза, впервые опубликованная 12 августа 1960 года. По состоянию на 2019 год по всему миру было продано более 8 миллионов её экземпляров. В 1973 году вышла экранизация книги — «Доктор Сьюз на ТВ» (где обоих главных персонажей озвучил Пол Уинчелл), за ней последовало ещё несколько, в том числе одноимённый мультсериал от Netflix (где первоначально безымянный главный герой получил имя «Чувак-Ли-Я»). В 2007 NEA включила книгу в список ста лучших книг для учителя на основе онлайн-опроса (4-е место). Произведение несколько раз экранизировалось, многократно пародировалось и с годами стало частью американского культурного кода.

## Сюжет
Сэм-Это-Я предлагает безымянному главному герою отведать блюдо — зелёные яйца с ветчиной. Однако на протяжении всей истории персонаж то и дело отказывается, говоря: «Мне не нравятся зелёные яйца и ветчина. Не люблю я их, Сэм-Это-Я». Далее Сэм просит его съесть эту еду в различных местах (в доме, в коробке, в машине, на дереве, в поезде, в темноте, под дождём, в лодке) и в компании нескольких животных (мышка, лиса, коза), но всё равно получает отказ. Наконец, главный герой сдаётся и всё же соглашается попробовать зелёные яйца и ветчину. После этого он заявляет, что блюдо пришлось ему по вкусу, и радостно произносит: «Мне так понравились зелёные яйца с ветчиной. Спасибо. Спасибо, Сэм-Это-Я».

## Предыстория
«Зелёные яйца и ветчина» — одна из книг, написанных доктором Сьюзом для «начинающих читателей», язык её очень прост, в книге использовано всего 50 слов, из которых только одно (англ. «anywhere», «где угодно») длиннее одного слога. Поводом для создания книги стало пари между Сьюзом и Беннеттом Серфом, издателем писателя. Спор заключался в том, что Сьюз сможет написать книгу, не превысив лимит в 236 слов, использованный им в книге «Кот в шляпе». Посыл книги — не бояться пробовать новое, даже если нам кажется, что мы это не любим.

## Восприятие и культурное влияние
Книга была опубликована 12 августа 1960 года. К 2001 году она заняла 4-е место среди самой продаваемой англоязычной детской литературы всех времён. По состоянию на 2014 год тираж «Зелёных яиц и ветчины» составил более 8 миллионов экземпляров. В 1999 году Национальная ассоциация образования (NEA) провела онлайн-опрос среди детей и учителей, выбрав 100 самых популярных детских книг. Дети поставили «Зелёные яйца и ветчину» на 3-е место, чуть выше другой книги доктора Сьюза — «Кот в шляпе». Учителя присудили ей 4-е место. В 2007 год американские преподаватели вновь присудили ей 4-е место, в ещё одном опросе, организованном NEA. В 2012 году журнал Scholastic Parent & Child поместил её на 7-е место среди «100 величайших детских книг». В том же году она заняла 12-е место среди «100 лучших книг с картинками» в опросе, опубликованном журналом School Library Journal, — самое высокое из пяти книг доктора Сьюза в списке.
Книга настолько укоренилась в американском культурном сознании, что судья окружного суда США Джеймс Мюрхед сослался на «Зелёные яйца и ветчину» в своём вердикте от 21 сентября 2007 года после получения яйца по почте от заключённого Чарльза Джея Вольфа, который протестовал против тюремной диеты. Мюрхед приказал уничтожить яйцо и вынес решение, процитировав Сьюза. Сенатор Тед Круз зачитал отрывок из книги в зале заседаний Сената Соединённых Штатов во время своей обструкции в отношении финансирования Obamacare. Поп-музыкант will.i.am заявил, что его псевдоним навеян именем главного героя из «Зелёных яиц и ветчины» (Sam-I-Am).
28 сентября 1991 года, после смерти доктора Сьюза, Джесси Джексон продекламировал отрывок из «Зелёных яиц и ветчины» в программе «Субботним вечером в прямом эфире», почтив таким образом память писателя.

## Экранизации
В 1973 году «Зелёные яйца и ветчина» стали одним из трёх рассказов доктора Сьюза (двумя другими были «Сничи» и «Закс»), которые были адаптированы для специального телевизионного выпуска «Доктор Сьюз на ТВ», где их рассказывал ещё один популярный персонаж автора — Кот в шляпе. Мультфильм был озвучен Полом Винчеллом. В 1994 году «Зелёные яйца и ветчина» также была выпущена в формате видеокниги для начинающих (на VHS), в связке с книгой «Кот в шляпе».
Сюжет книги стал частью театральной постановки, выпущенной в 1994 году в виде телефильма под названием «В поисках доктора Сьюза». В мюзикле Seussical «Зелёные яйца и ветчину» показывали во время выхода на бис.
8 ноября 2019 года на Netflix состоялась премьера одноимённого мультсериала, основанного на книге. Проект был создан Warner Bros. Animation. Для озвучки главных ролей привлекли Майкла Дугласа «Чувак-Ли-Я» (безымянный главный герой из оригинальной книги) и Адама Девайна «Сэм-Это-Я». Исполнительным продюсером проекта выступила Эллен Дедженерес. Лис (по имени Майкл — озвученный Трейси Морганом), мышь (по прозвищу Скрипучий Сэм — озвученный Дэйвидом Диггзом) и козёл (названный просто Козёл — озвученный Джоном Туртурро) появляются как второстепенные персонажи. В декабре 2019 года было объявлено, что сериал продлён на второй сезон, получивший название «Добавка».

## Пародии

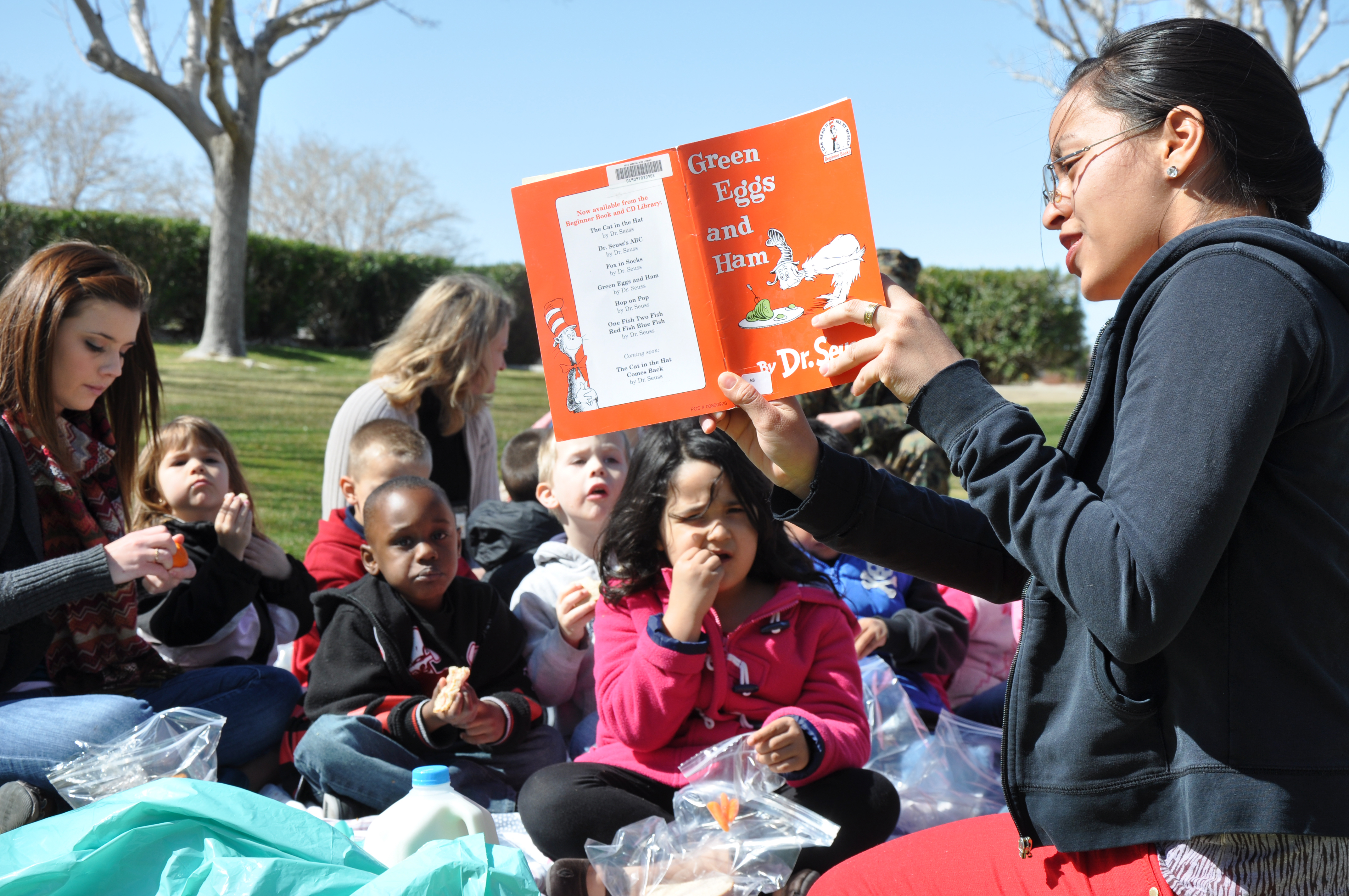
Женщина читает книгу «Зелёные яйца и ветчина» на образовательном мероприятии

Эпизод мультсериала «Озорные анимашки» «Уорнеры и бобовый стебель» пародирует книги «Зелёные яйца и ветчина», а также «Джек и бобовый стебель». По сюжету серии: после того как Ральф Т. Гард в образе великана-людоеда берёт в заложники Якко, Вакко и Дот, Уорнеры пытаются убедить его съесть «золотые яйца и мясо» вместо вышеупомянутых персонажей, однако великан каждый раз отказывается, отвечая: «Я не люблю золотые яйца и мясо. Я предпочёл бы съесть тебя». Писатель Эрнест Хемингуэй спародировал первые строки книги: «Мне грустно. Грустно, мне грустно. Я бы не стал есть синие фиги и баранину» в «Бумагах для папы».
Сюжет книги пародируется в эпизоде мультсериала «Джонни Браво» «Кризис печенья». Маленькая Сьюзи изображает скаута Лютика (Buttercup Scout), пытающегося уговорить Джонни купить ей печенье. Джонни сидит на строгой диете и пытается избегать Сьюзи, но она продолжает следовать за ним на каждом шагу .
Альбом английской панк-рок-группы Sham 69 Green Eggs & Sham, выпущенный в 1999 году, пародирует название книги.
Один из эпизодов мультсериала «Обычный мультик» носит название «Pam I Am», обыгрывая имя главного героя книги (тем не менее его сюжет никак не связан с «Зелёными яйцами и ветчиной»).

## Культурные отсылки
В парке аттракционов Universal’s Islands of Adventure расположен ресторан под названием Green Eggs and Ham Cafe, первоначальное меню которого составляли зелёные яйца и сэндвичи с ветчиной, чизбургеры, сэндвичи с курицей, куриные палочки и картофель фри. С 2019 года в ресторан специализирован на блюдах из картошки, тем не менее в нём по-прежнему можно отведать зелёные яйца и ветчину.
В 2003 году для приставки Game Boy Advance была выпущена видеоигра Dr. Seuss: Green Eggs and Ham. Также книга была адаптирована для интерактивной компьютерной игры из серии Living Books (выпущена на ПК в 1996 году).
В фильме «Солдат Джейн» в ходе учебного допроса, на котором нужно стремиться не раскрывать о себе никакой информации, на вопрос о любимом блюде главная героиня отвечает «зелёные яйца и ветчина».